# Asocjacja gwiazdowa
Asocjacja gwiazdowa – typ ugrupowania gwiazd odkryty w 1947 roku przez Wiktora Ambarcumiana, składających się głównie z gorących olbrzymów typów widmowych O-B. Wyróżnia się 3 rodzaje asocjacji: asocjacje OB, zawierające gwiazdy typów widmowych O-B2, asocjacje T, zawierające w największej części gwiazdy zmienne typu T Tauri oraz asocjacje R, składające się z młodych małomasywnych gwiazd ciągu głównego oświetlających mgławice refleksyjne (np. Monoceros R2).

## Charakterystyka
Liczba gwiazd wchodzących w skład tych struktur jest rzędu kilkuset — np. najbardziej znana i zarazem jedna z najbardziej licznych asocjacji, znajdująca się w gwiazdozbiorze Oriona, zawiera 500 gwiazd typu T Tauri. Rozmiary tych gromad sięgają wielkości kilkuset lat świetlnych. Asocjacje często uważa się za struktury nietrwałe: oddziaływanie innych gwiazd galaktyki ze składnikami gromady powoduje stopniowy jej rozkład. Asocjacje przez nas obserwowane są więc stosunkowo młode. Zdaniem Ambarcumiana są to miejsca powstawania gwiazd. Według ostatnich danych obserwacyjnych całkowite masy asocjacji gwiazdowych mogą być większe niż dotychczas sądzono, co pozwala przypuszczać, że są to jednak struktury trwałe. Możliwe, że obserwowane asocjacje są tylko peryferyjnymi obszarami gromad gwiazdowych. Najczęściej występują w ramionach spiralnych galaktyk.